# أودو فريسي
البروفيسور دكتور-إنغ أودو فريسي (بالإنجليزية: Prof. Dr.-Ing. Udo Frese)‏ هو أستاذ مساعد في جامعة بريمن وهو تابع مع المركز الألماني للذكاء الاصطناعي (DFKI) في بريمن.
حصل على الدكتوراه. درجة من فريدريك-ألكسندر-يونيفرسيتات إرلانجن-نورمبرغ حيث درس جوانب مختلفة من مشكلة التعريب ورسم الخرائط (SLAM) المتزامنة. طور نظامان لرسم الخرائط بنجاح ، وهما TreeMap ونظام التموضع وبناء خريطة المكان في آن واحد. بالإضافة إلى ذلك ، فهو يعمل في مجال خوارزميات السلامة للروبوتات بما في ذلك مناطق مثل تجنب الاصطدام.
بالتعاون مع سيريل ستاخنيس و جورجيو جريسيتي يعتبر هو أحد مؤسسي مستودع نظام التموضع وبناء خريطة المكان في آن واحد (SLAM) المفتوح المصدر الذي يُطلق عليه OpenSLAM.org.

## وصلات خارجية
- Home page of Udo Frese
- OpenSLAM.org Repository